# Гвозди с красными шляпками
«Гвозди с красными шляпками» — один из последних рассказов американского писателя Роберта Говарда о знаменитом персонаже — варваре Конане из Киммерии. Впервые опубликована в журнале Weird Tales приблизительно в июле-октябре 1936.
Основой сюжета являются приключения Конана и его спутницы в затерянном городе, выродившиеся обитатели которого ведут войну друг с другом, ведущую к их взаимному самоуничтожению. Ввиду мрачной темы упадка и гибели рассказ считается классикой цикла о Конане и рассматривается последователями Говарда как одно из его лучших произведений.

## Описание сюжета
Техотль указал на чёрную колонну, сделанную из эбенового дерева, стоявшую за возвышением. Сотни красных точек покрывали её отполированную поверхность — алые головки больших медных гвоздей, вбитых в чёрную древесину. «Пять красных гвоздей за пять ксоталанских жизней!» — ликовал Техотль и жуткое ликование, отражающееся на лицах слушателей, сделало их нечеловеческими. Оригинальный текст (англ.)Techotl pointed to a black column of ebony which stood behind the dais. Hundreds of red dots scarred its polished surface — the bright scarlet heads of heavy copper nails driven into the black wood. "Five red nails for five Xotalanca lives!" exulted Techotl, and the horrible exultation in the faces of the listeners made them inhuman...— Роберт Говард: «Гвозди с красными шляпками»
В джунглях Дарфара Конан настигает воительницу и пиратку Валерию, которая, как и он, дезертировала из лагеря Заралло в Сумете. Обозревая окрестности с вершины скалы, парочка обнаруживает неизвестный город. Гигантский ящер пожирает коней пиратов и терпеливо ожидает пока люди спустятся со скалы. Конану удаётся отравить ящера, пираты спешат к городу. Конан убивает настигшего их ящера, и герои решают обыскать город в поисках наживы.
Конан и Валерия спасают от неминуемой смерти горожанина Техотля и узнают от него и от вождя клана князя Ольмека, что город Ксухотль представляет собой одно большое здание, в котором идёт ожесточённая война между двумя кланами одного племени, которое полсотни лет назад восстало против короля Стигии, и, потерпев поражение, перекочевало сюда с озера Зуад. В лесах многие стали жертвой драконов; выжившие с помощью городского раба Толькемека, предательски открывшего ворота, берут город, построенный в незапамятные времена беженцами из Косалы. Чародеи-косаланцы воскресили драконов и вывели овощи, питающиеся воздухом. Племя вырезает горожан и остаётся жить в городе, так как уйти из-за драконов невозможно. По уговору Толькемек становится вождём уцелевших горожан. Вожди кланов братья Ксотоланк и Текультли поссорились из-за женщины, их кланы как и люди Толькемека погрузились в кровавую вражду, укрепившись в противоположных сторонах города. Люди Текультли взяли приступом укрепления Толькемека, подвергли его чудовищным пыткам а потом бросили его умирать в катакомбах. Ольмек предлагает пиратам сражаться за плату, они соглашаются. Техотль говорит Конану, что Таскела, жена Ольмека, сохраняет вечную молодость, именно из-за неё Ксотоланк с братом подняли мятеж. 
Ночью служанка Таскелы пытается одурманить Валерию ароматом чёрного лотоса. Валерия подвергает её жестокой пытке, но служанка обманывает её и бежит в катакомбы, где становится жертвой неизвестного чудовища. Ксоталанцы при помощи флейты безумия прорываются в Текультли, происходит побоище, клан Текультли с помощью пиратов побеждает.
Конан делает вылазку в Ксотоланк в поисках уцелевших ксолатанцев, где на него (по приказу Ольмека) совершают покушение недавние союзники. Ольмек тем временем захватывает Валерию, но сам становится жертвой колдовства Таскелы. Конан, наткнувшись на Ольмека, освобождает его из пыточного устройства, поверив обещаниям князя помочь спасти Валерию и убить Таскелу. Однако вскоре, защищаясь от вероломного князя, Конан убивает его.
Таскела готовится принести Валерию в жертву, чтобы похитить её жизненную силу. Конан попадает в капкан и становится безвольным статистом. В этот момент появляется Толькемек и с помощью магического оружия истребляет остаток племени. Таскела освобождает Конана, тот убивает Толькемека. Таскела захватывает оружие старика, но получает нож в спину от Валерии. Парочка отправляется к побережью, чтобы начать морской разбой.

## Детали издания
Рассказ был переиздан в сборниках The Sword of Conan (Gnome Press, 1952) and Conan the Warrior (Lancer Books, 1967). В виде отдельной книги рассказ был впервые опубликован в 1975 в издательстве Donald M. Grant, Publisher, Inc, как 4-й выпуск их серии произведений о Конане. Рассказ переиздавался в последний раз в сборниках The Conan Chronicles Volume 2: The Hour of the Dragon (Gollancz,2001) и Conan of Cimmeria: Volume Three (1935—1936) (Del Rey, 2005).

## Адаптации
Позднее рассказ был адаптирован Роем Томасом и Барри Виндзор-Смитом для выпусков № 2-3 журнальных серий Savage Tales компании Marvel Comics. Пересказ Томаса и Смита был позднее переиздан в чёрно-белом журнале Conan Saga в 1987. Он также переиздавался много раз с того времени, как в чёрно-белом, так и в цветном варианте как компанией Марвел так и недавно Dark Horse.
Появлялась информация о съёмке мультфильма по мотивам рассказа, актёр Рон Перлман должен был озвучивать Конана, Марк Хэмилл — Толькемека, но с декабря 2007 на соответствующем сайте так и не произошло обновлений.